# Mozgójárda

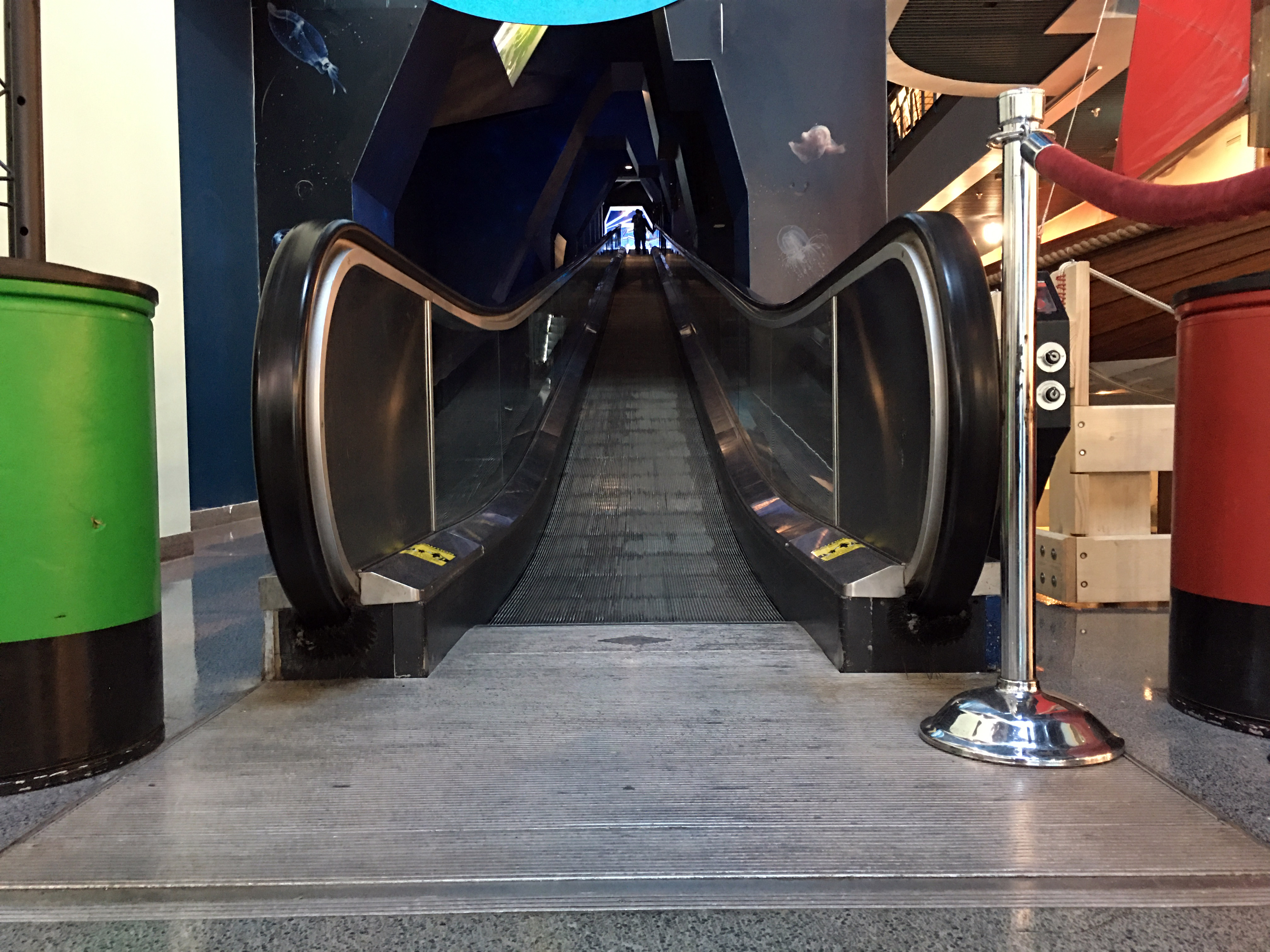
Emelkedő mozgójárda

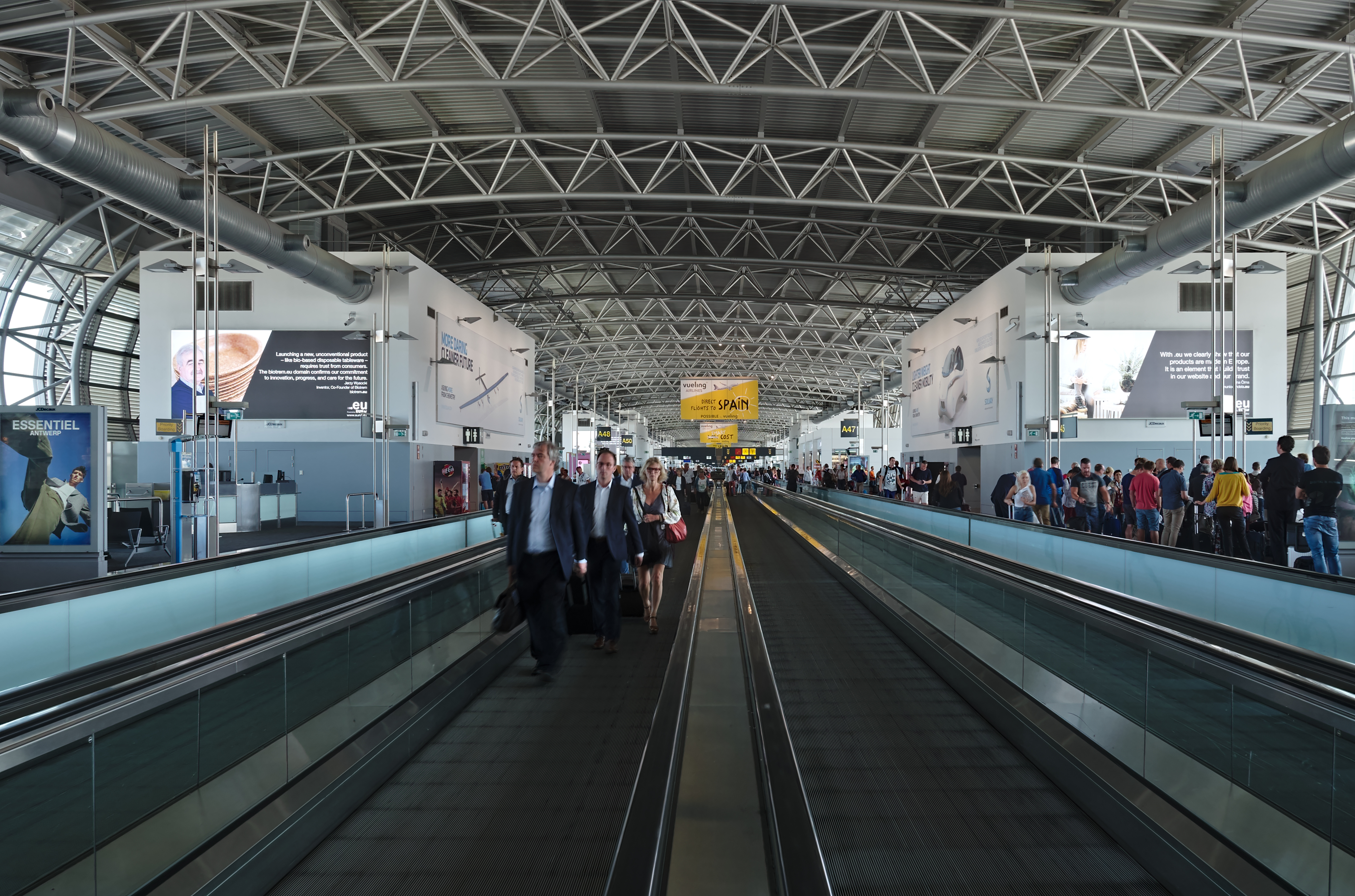
Mozgójárda a Brüsszeli repülőtéren

A mozgójárda egy lassan mozgó szállítószalag, amely az embereket szállítja egy vízszintes vagy ferde síkban rövid és közepes távolságon. A mozgójárdát állva vagy sétálva használhatjuk. Gyakran párban, egymással ellentétes irányba telepítik őket. Működési elve azonos a mozgólépcsővel. A szállítófelülete a lépcsőfokok helyett azonban sík elemekből áll és hátránya a korlátozott meredeksége, emiatt hosszabb helyet igényel a beépítése.

## Felhasználásuk
Épületekben, metróállomásokon, repülőtereken és minden olyan helyen használják, ahol az embereknek nagyobb távolságokat kell legyalogolni és nem lehetséges más szállító járművet forgalomba állítani. A repülőtereken a terminálok vagy a beszállókapuk és a várók között lehetnek ilyen nagyobb távolságok, vagy két metróvonal közös átszálló állomásán a két metróalagút között (pl.: A Gare Montparnasse állomás Párizsban). Ezek a mozgójárdák így a beszállást vagy az átszállást könnyítik meg.
Múzeumokban is használják, ha el akarják kerülni, hogy néhány ember túl sok időt töltsön egy kiállított darab előtt. A mozgójárdák folyamatosan szállítják az embereket, elkerülve a tülekedést vagy a feltorlódást.
Nagyobb bevásárlóközpontok is alkalmazzák a parkoló és az eladótér, vagy az egymástól távol található eladóterek közötti közlekedés segítségéhez. Enyhén emelkedő mozgójárdával két emelet is összekapcsolható oly módon, hogy a vásárlók a bevásárlókocsijaikat is magukkal tudják vinni. Ezt lifttel megoldani lassú és kis kapacitású lenne, a mozgólépcsőn pedig nem lehetne a bevásárlókocsit biztonságosan fel- vagy levinni.

## Mozgójárdák a művészetben
Számos regény és film mutat be mozgójárdákat, mint egy nagyon-nagyon fejlett civilizáció különleges közlekedési eszközét. Első megjelenése H. G. Wells Világok harca című regényében volt 1898-ban, majd szerepelt az 1927-ben bemutatott Motropolis című filmben is. Olvashatunk mozgójárdáról Arthur C. Clarke A város és a csillagok című regényében, és láthatjuk a Jetson család című rajzfilmsorozatban is.

## Kapcsolódó szócikk
- Mozgólépcső